# 樺山久言
樺山 久言（かばやま ひさこと、安永5年（1776年） - 文化5年9月26日（1808年11月14日））は、江戸時代後期の薩摩藩（鹿児島藩）家老。名は久美（ひさよし）とも。論文などでは官名である樺山 主税（かばやま ちから）と書かれることが多い。

## 系譜
樺山氏は島津氏一門でこの当時は一所持格（私領主）という有力家臣。戦国時代に島津氏を支えた樺山善久の子孫にあたる。久言の祖父・久智も島津重豪の元で家老をつとめていた。父は新納氏からの婿養子であったが、後に両親が離婚、樺山家の嗣子となった久言は祖父の手で育てられた。また、一門家島津忠貫の義兄にあたる。

## 略伝
文化2年（1805年）、島津斉宣の命により、家老に就任。但し一門家重富島津家当主で親族の島津忠貫が藩主名代で命じる。
30歳の家老就任は当時としては若年での就任であり、異例のことであった。この抜擢には久言が属していた派閥「近思録」派の人材が緊急の財政改革において必要と思われていたからと考えられる。久言は、「近思録」派の首領であり下級藩士であった秩父季保を斉宣に推薦し、その後文化4年（1807年）～文化5年（1808年）初頭において薩摩藩の財政改革のリーダーとなった。しかし、その改革内容が島津重豪の不興を買う原因となり、文化5年5月8日に重豪に隠居を命じられ、私領のある藺牟田（現　鹿児島県薩摩川内市祁答院町）に蟄居させられる。その後も重豪より親族に対する嫌がらせをたびたび受け、同年9月26日に自害に追い込まれた。
久言は私領では領民に慕われた領主であったらしく、死後、重豪の圧力で久言の墓が作られなかったため、領民が地蔵を建てて久言を供養していたという。